# 박병일 (1934년)
박병일(1934년 3월 7일~2005년 7월 11일)은 대한민국의 정치인이다. 제11대 국회의원을 지냈다.

## 역대 선거 결과
|  | 38.91% |

|  | 16.75% |

|  | 27.25% |

|  | 31.78% |

|  | 15.53% |

|  | 7.11% |